# Lake Shore (Maryland)
Lake Shore és una concentració de població designada pel cens dels Estats Units a l'estat de Maryland. Segons el cens del 2000 tenia 13.065 habitants.

## Demografia
Segons el cens del 2000, Lake Shore tenia 13.065 habitants, 4.581 habitatges, i 3.783 famílies. La densitat de població era de 508,5 habitants/km².
Dels 4.581 habitatges en un 34,3% hi vivien nens de menys de 18 anys, en un 72,7% hi vivien parelles casades, en un 6,1% dones solteres, i en un 17,4% no eren unitats familiars. En el 13,5% dels habitatges hi vivien persones soles el 5,1% de les quals corresponia a persones de 65 anys o més que vivien soles. El nombre mitjà de persones vivint en cada habitatge era de 2,85 i el nombre mitjà de persones que vivien en cada família era de 3,12.
Per edats la població es repartia de la següent manera: un 24,3% tenia menys de 18 anys, un 6,2% entre 18 i 24, un 27,8% entre 25 i 44, un 30,9% de 45 a 60 i un 10,7% 65 anys o més.
L'edat mediana era de 40 anys. Per cada 100 dones de 18 o més anys hi havia 101,5 homes.
La renda mediana per habitatge era de 66.700 $ i la renda mediana per família de 70.722 $. Els homes tenien una renda mediana de 46.073 $ mentre que les dones 32.173 $. La renda per capita de la població era de 26.553 $. Entorn del 2,3% de les famílies i el 3,9% de la població estaven per davall del llindar de pobresa.

## Poblacions més properes
El següent diagrama mostra les poblacions més properes.